# Фалат, Матей
Матей Фалат (словац. Matej Falat, род. 8 февраля 1993 года, Бойнице, Словакия) — словацкий горнолыжник, серебряный призёр чемпионата мира 2017 года в командном первенстве, участник зимних Олимпийских игр 2014 года, трёхкратный призёр зимних Универсиад.

## Спортивная биография
Заниматься горными лыжами Матей Фалат начал в раннем детстве, параллельно лыжам он увлекался гимнастикой. В 10 лет он выступил на своих первых соревнованиях. На соревнованиях под эгидой FIS Матей начал выступать с конца 2008 года. Довольно часто Фалат попадал в десятку в гонках FIS и национальных чемпионатах, а несколько раз словацкий спортсмен одерживал победы в этих соревнованиях. С 2012 года Бедник стал принимать участия в соревнованиях Кубка Европы, Североамериканского Кубка и Кубка Австралии и Новой Зеландии, причём в каждом из этих Кубков Фалату удавалось набирать зачётные очки. В 2013 году Матей принял участие в зимней Универсиаде. В слаломе словацкий горнолыжник смог попасть в десятку, заняв итогове 9-е место. Также Фалат принимал участие в нескольких этапах Кубка мира, но ему ни разу не удалось финишировать. На чемпионатах мира лучшим результатом в карьере Матея является 24-е место в суперкомбинации на мировом первенстве 2011 года.
В 2014 году Матей Фалат дебютировал на зимних Олимпийских играх. В суперкомбинации Фалат не смог завершить первый вид соревновательный программы. В соревнованиях в супергиганте Матей показал 42-е время, отстав от первого места чуть более, чем на 4 с половиной секунды. В слаломе словацкий спортсмен также не смог завершить даже первую попытку.

## Результаты

### Олимпийские игры
| Олимпийские игры | Скоростной спуск | Супергигант | Гигантский слалом | Слалом | Комбинация |
| ---------------- | ---------------- | ----------- | ----------------- | ------ | ---------- |
| Сочи 2014        | —                | 42          | —                 | DNF    | DNF        |
| Пхёнчхан 2018    | —                | —           | 50                | DNF    | DNF        |

### Чемпионат мира
| Чемпионат мира           | Скоростной спуск | Супергигант | Гигантский слалом | Слалом | Комбинация |
| ------------------------ | ---------------- | ----------- | ----------------- | ------ | ---------- |
| Гармиш-Партенкирхен 2011 | —                | 36          | —                 | —      | 24         |
| Шладминг 2013            | —                | 50          | DNF1              | BDNS1  | DNF2       |

## Личная жизнь
- Обучается в техническом университете Кошице.
- Своими кумирами считает горнолыжников Хермана Майера, Боде Миллера и Жан-Батиста Гранжа.
- В 2013 году был назван одним из спортсменов года в Прешове.